# Плоскогорье

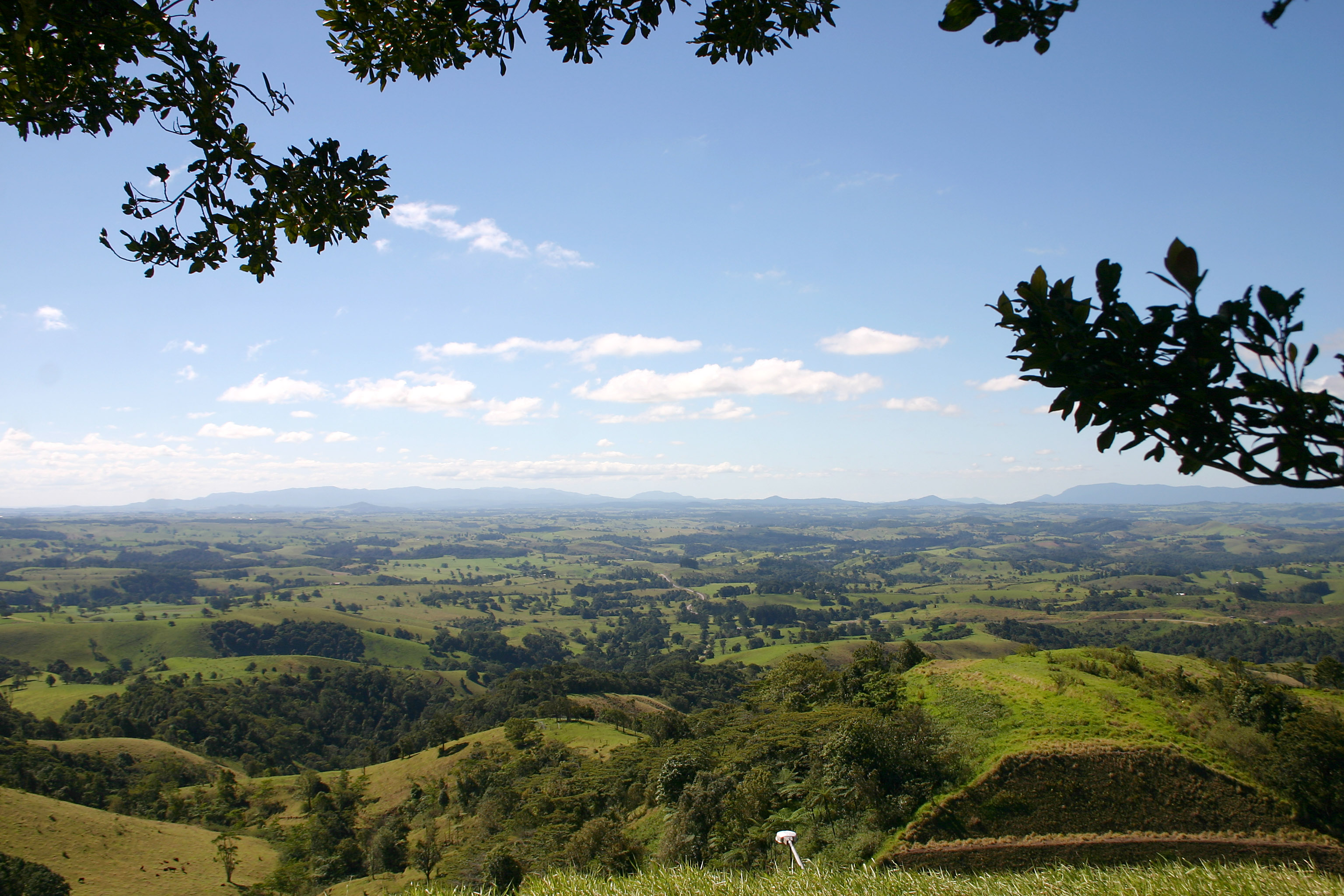
Плоскогорье Атертон в Квинсленде

Плоского́рье — обширный участок горного рельефа с абсолютной высотой до 1000 м и более с преобладанием плоских или слабоволнистых водораздельных поверхностей. Иногда разделяются узкими долинами. В состав плоскогорий могут входить плато, что может приводить к их отождествлению.
Плоскогорья образовываются горизонтально залегающими слоями горных пород-пластов в условиях платформенного тектонического режима, испытывая общее поднятие и значительное эрозионное расчленение.
Наиболее крупные плоскогорья — Среднесибирское (Россия), Анатолийское (Турция).